# Bryan Cristante
Bryan Cristante (San Vito al Tagliamento, provincia de Pordenone, Italia, 3 de marzo de 1995) es un futbolista italiano que juega de centrocampista en la A. S. Roma de la Serie A de Italia.

## Selección nacional
Ha sido internacional con la selección de fútbol de Italia en 43 ocasiones. Debutó el 6 de octubre de 2017 en un encuentro ante la selección de Macedonia que finalizó con marcador de 1-1.

### Participaciones en Eurocopas
| Copa          | Sede     | Resultado        | Partidos | Goles |
| ------------- | -------- | ---------------- | -------- | ----- |
| Eurocopa 2020 | Europa   | Campeón          | 6        | 0     |
| Eurocopa 2024 | Alemania | Octavos de final | 3        | 0     |

## Estadísticas

### Clubes
Actualizado al último partido disputado el 7 de noviembre de 2024.
| Club                      | Div.          | Temporada     | Liga  | Liga  | Copas nacionales | Copas nacionales | Copas internacionales | Copas internacionales | Total | Total |
| Club                      | Div.          | Temporada     | Part. | Goles | Part.            | Goles            | Part.                 | Goles                 | Part. | Goles |
| ------------------------- | ------------- | ------------- | ----- | ----- | ---------------- | ---------------- | --------------------- | --------------------- | ----- | ----- |
| A. C. Milan · Italia      | 1.ª           | 2011-12       | 0     | 0     | 0                | 0                | 1                     | 0                     | 1     | 0     |
| A. C. Milan · Italia      | 1.ª           | 2013-14       | 3     | 1     | 1                | 0                | 0                     | 0                     | 4     | 1     |
| A. C. Milan · Italia      | Total club    | Total club    | 3     | 1     | 1                | 0                | 1                     | 0                     | 5     | 1     |
| S. L. Benfica Portugal    | 1.ª           | 2014-15       | 5     | 0     | 7                | 1                | 3                     | 0                     | 15    | 1     |
| S. L. Benfica Portugal    | 1.ª           | 2015-16       | 2     | 0     | 1                | 0                | 2                     | 0                     | 5     | 0     |
| S. L. Benfica Portugal    | Total club    | Total club    | 7     | 0     | 8                | 1                | 5                     | 0                     | 20    | 1     |
| U. S. C. Palermo · Italia | 1.ª           | 2015-16       | 4     | 0     | 0                | 0                | ―                     | ―                     | 4     | 0     |
| U. S. C. Palermo · Italia | Total club    | Total club    | 4     | 0     | 0                | 0                | 0                     | 0                     | 4     | 0     |
| Delfino Pescara · Italia  | 1.ª           | 2016-17       | 16    | 0     | 2                | 0                | ―                     | ―                     | 18    | 0     |
| Delfino Pescara · Italia  | Total club    | Total club    | 16    | 0     | 2                | 0                | 0                     | 0                     | 18    | 0     |
| Atalanta B. C. · Italia   | 1.ª           | 2016-17       | 12    | 3     | 0                | 0                | ―                     | ―                     | 12    | 3     |
| Atalanta B. C. · Italia   | 1.ª           | 2017-18       | 36    | 9     | 3                | 0                | 8                     | 3                     | 47    | 12    |
| Atalanta B. C. · Italia   | Total club    | Total club    | 48    | 12    | 3                | 0                | 8                     | 3                     | 59    | 15    |
| A. S. Roma · Italia       | 1.ª           | 2018-19       | 35    | 4     | 2                | 0                | 7                     | 0                     | 44    | 4     |
| A. S. Roma · Italia       | 1.ª           | 2019-20       | 26    | 1     | 2                | 0                | 5                     | 0                     | 33    | 1     |
| A. S. Roma · Italia       | 1.ª           | 2020-21       | 34    | 1     | 1                | 0                | 13                    | 1                     | 48    | 2     |
| A. S. Roma · Italia       | 1.ª           | 2021-22       | 34    | 2     | 2                | 0                | 14                    | 1                     | 50    | 3     |
| A. S. Roma · Italia       | 1.ª           | 2022-23       | 36    | 1     | 2                | 0                | 15                    | 0                     | 53    | 1     |
| A. S. Roma · Italia       | 1.ª           | 2023-24       | 37    | 3     | 2                | 0                | 13                    | 1                     | 52    | 4     |
| A. S. Roma · Italia       | 1.ª           | 2024-25       | 9     | 1     | 0                | 0                | 4                     | 0                     | 13    | 1     |
| A. S. Roma · Italia       | Total club    | Total club    | 211   | 13    | 11               | 0                | 71                    | 3                     | 293   | 16    |
| Total carrera             | Total carrera | Total carrera | 289   | 26    | 25               | 1                | 85                    | 6                     | 399   | 33    |

## Palmarés

### Campeonatos nacionales
| Título                      | Club          | País     | Año     |
| --------------------------- | ------------- | -------- | ------- |
| Primeira Liga               | S. L. Benfica | Portugal | 2014-15 |
| Copa de la Liga de Portugal | S. L. Benfica | Portugal | 2014-15 |

### Campeonatos internacionales
| Título                             | Club (*)            | País    | Año  |
| ---------------------------------- | ------------------- | ------- | ---- |
| Eurocopa                           | Selección de Italia | Europa  | 2020 |
| Liga Europa Conferencia de la UEFA | A. S. Roma          | Albania | 2022 |

(*) Incluyendo la selección.